# تپه گوشوخ
تپه گوشوخ مربوط به عصر مس - عصر آهن است و در شهرستان ایجرود، بخش مرکزی، دهستان گلابر، ۲۰۸۰ متری جنوب غربی روستای سها واقع شده و این اثر در تاریخ ۱۵ دی ۱۳۸۷ با شمارهٔ ثبت ۲۴۰۶۹ به‌عنوان یکی از آثار ملی ایران به ثبت رسیده است.